# Katosselkä - Tolvanselkä
Katosselkä - Tolvanselkä este o arie protejată (arie specială de conservare — SAC, sit de importanță comunitară — SCI) din Finlanda întinsă pe o suprafață de 13.288 ha, integral pe uscat.

## Localizare
Centrul sitului Katosselkä - Tolvanselkä este situat la coordonatele 61°37′33″N 28°32′53″E / 61.6258°N 28.5481°E.

## Înființare
Situl Katosselkä - Tolvanselkä a fost declarat sit de importanță comunitară în august 1998 pentru a proteja 1 specie de animale. Situl a fost protejat și ca arie specială de conservare în aprilie 2015.

## Biodiversitate
Situată în ecoregiunea boreală, aria protejată conține 3 habitate naturale: Ape oligotrofe din câmpii nisipoase, cu un conținut foarte redus de minerale (Littorelletalia uniflorae), Roci stâncoase cu vegetație pionieră de Sedo-Scleranthion sau Sedo albi-Veronicion dillenii, Păduri de conifere pe eskere fluvioglaciare sau legate la acestea.
La baza desemnării sitului se află o specie protejată de  mamifere: Pusa hispida saimensis.
Pe lângă speciile protejate, pe teritoriul sitului au mai fost identificate 2 specii de plante, 3 specii de pești.